# Amenerquepexefe (filho de Ramessés III)
Amenerquepexefe (Amen-herkhepeshef) da vigésima dinastia foi provavelmente um dos filhos de Ramessés III. Ele foi enterrado no sarcófago reusado Tausert,  em uma tumba reutilizada do vizir Bay, a KV13, no Vale dos Reis.